# Альфред Е. Трейбс
Альфред Е. Трейбс (1899—1983) був німецьким хіміком-органіком, якому приписують заснування галузі органічної геохімії. Він здобув ступінь доктора філософії під керівництвом Ганса Фішера в Технічному університеті Мюнхена. Фішер отримав Нобелівську премію з хімії за з'ясування структури порфіринів.
У 1930-х роках Трейбс відкрив металопорфірини в нафті. Ці порфірини нагадують хлорофіли. Це відкриття допомогло підтвердити біологічне походження нафти, яке раніше було суперечливим.